# Hans-Ulrich Schlumpf
Pour les articles homonymes, voir Schlumpf.
Hans-Ulrich Schlumpf est un réalisateur suisse, né le 7 décembre 1939 Zurich.

## Filmographie
- 1973 : Armand Schulthess - J'ai le téléphone
- 1978 : Kleine Freiheit
- 1979 : Guber - Arbeit im Stein
- 1983 : TransAtlantique
- 1987 : Umbruch
- 1989 : Kap der digitalen Hoffnung
- 1991 Visages suisses, co-réalisation du film officiel pour le 700e anniversaire de la Confédération Suisse
- 1993 : Le Congrès des pingouins (Der Kongreß der Pinguine)
- 2005 : Ultima Thule - Eine Reise an den Rand der Welt

## Distinction
- Festival des films du monde de Montréal 2006 : nomination pour le Grand Prix des Amériques pour le film Ultima Thule - Eine Reise an den Rand der Welt